# درخت درهم
درخت درهم (نام علمی: Ehretia rigida) نام یک گونه از تیره گاوزبانیان است.